# Esposizione triennale italiana di belle arti del 1900

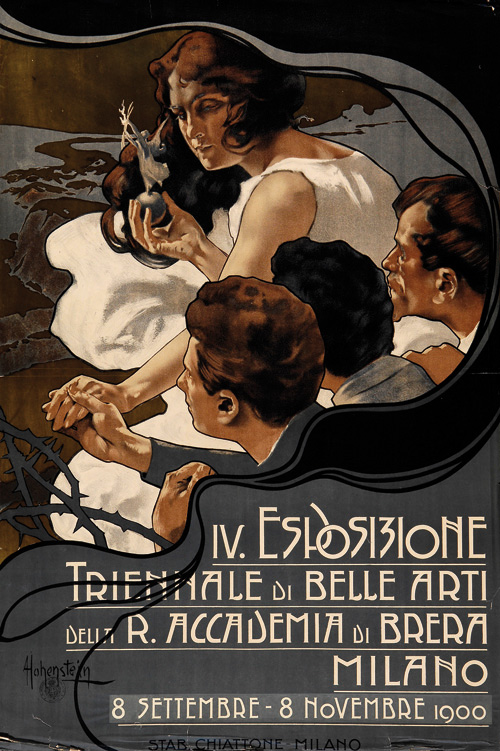
IV Esposizione Triennale di Belle Arti di Milano del 900, manifesto disegnato da Adolf Hohenstein

La IV Esposizione Triennale di Belle Arti di Milano o la IV Esposizione Triennale di Belle Arti della Reale Accademia di Brera, come è stata chiamata sulla copertina del catalogo si è tenuta tra l'8 settembre e il 9 ottobre 1900, nella sua sede storica, la Pinacoteca di Brera di Milano.
La mostra non ha avuto vincoli tematici legati ad un titolo, ed è nata con l'intento di documentare le più importanti opere d'arte pittorica dell'arte italiana tra i due decenni precedenti il 1900.

## Mostra
L'obiettivo della mostra è stato quello di tracciare una mappatura dei principali artisti in Italia rappresentativi di quel periodo. Sono stati invitati i primari artisti italiani, ai quali è stato richiesto di esporre un'unica opera recente ciascuno, in molti casi realizzata per l'occasione ed esposte per la prima volta, esclusivamente nella pittura a olio.
L'opera più significativa fu "Levata del sole allo Spluga" di Bazzi, un dipinto di grandi dimensioni, dove si delineano i principi cardine dell'impressionismo, ma all'italiana, con un'atmosfera brillante in cui c'è un cameo che ricorda la coppia romantica in lontananza forse abbracciata o forse solo uno specchio vicino alle barche a riva, mentre una donna nubile cammina davanti a loro in ideale opposizione.

## Commissari e allestimento
Una commissione di curatori e storici dell'arte, composta dalle primarie personalità dell'Accademia di belle arti di Brera, ha curato l'impianto critico della mostra e selezionato gli artisti invitati a partecipare.

## Elenco degli artisti
- Carlo Bazzi, con l'opera "Levata del sole allo Spluga", olio su tela (145 x 97 cm) del 1900[4][5].
- Eugenio Giuseppe Conti

## Catalogo
La mostra è documentata da un catalogo delle opere di 77 pagine, edito da Premiato Stabilimento d'Arti Grafiche Chiattone Milano, fu incaricato di disegnarla Adolf Hohenstein.